# Henkinsats
En henkinsats för ett formellt system {\displaystyle T} är en sats {\displaystyle \eta } skapad med hjälp av fixpunktssatsen, sådan att
{\displaystyle T\vdash \eta \leftrightarrow \exists yPrf(\eta ,y)}
Den informella betydelsen hos {\displaystyle \eta } är
Jag är sann om och endast om jag är bevisbar i {\displaystyle T}.
Henkinkonstruktionen presenterades 1952 av Leon Henkin som en reaktion på Gödelsatsen. Trots henkinsatsens mer naiva utsaga dröjde det flera år innan Martin Löb lyckades bevisa att henkinsatsen är sann.